# Kwadwo Duah
Kwadwo Antwi Duah (* 24. Februar 1997 in London) ist ein Fussballspieler, der seit 2023 bei Ludogorez Rasgrad unter Vertrag steht. Er besitzt die Schweizer und die ghanaische Staatsbürgerschaft.

## Leben
Kwadwo Duah wurde in London als Sohn ghanaischer Eltern geboren. Er wuchs im Berner Quartier Tscharnergut auf.

### Vereine
Duah lernte das Fussballspielen in der Jugend des BSC Young Boys. Sein Debüt in der Super League gab er am 3. Juli 2016 gegen den FC Lugano. Bald wurde er von den Young Boys an verschiedene Schweizer Vereine verliehen, doch vermochte er sich da nicht durchzusetzen. 2019 verkauften sie ihn an den FC Wil. Nachdem Duah dort zwölf Treffer erzielt hatte, wurde er 2020 vom FC St. Gallen verpflichtet. Zwei Jahre später wurde er vom 1. FC Nürnberg in Deutschland für eine Ablöse von 700'000 € übernommen. In Nürnberg wurde er mit elf Toren zum treffsichersten Spieler des Vereins der Saison 2022/23. Im September 2023 wechselte er zu Ludogorez Rasgrad nach Bulgarien, wo er mit 13 erzielten Toren massgeblich zum Gewinn des bulgarischen Meistertitels beitrug.

### Nationalmannschaft
Von 2014 bis 2018 spielte Duah für Schweizer Junioren-Fussballnationalmannschaften.
Am 4. Juni 2024 debütierte Duah in der Nationalmannschaft im Vorbereitungsspiel zur Fussball-Europameisterschaft 2024 gegen Estland. Am 15. Juni 2024 stand er in der Startelf im ersten Gruppenspiel der Schweiz gegen Ungarn, wo er sein erstes Tor für die Nationalmannschaft zur 1:0-Führung erzielte. Am Ende gewann die Schweiz das Spiel mit 3:1 Toren.